# سيراس ر. كروسبي
سيراس ر. كروسبي (بالإنجليزية: Cyrus R. Crosby)‏ هو عالم حشرات وعالم حيوانات أمريكي، ولد في 1879، وتوفي في 1937.